# Didon
Pour les articles homonymes, voir Didon (homonymie).
Didon (Dido), Elyssa, Elissa, Elisha, Elysha ou Hélissa est une princesse phénicienne, fondatrice légendaire et première reine de Carthage. Arrivée des côtes de Phénicie (actuel Liban) aux côtes de l'Afrique du Nord, dans l'actuelle Tunisie, elle fonde la cité de Carthage. Selon la légende, elle se serait immolée par le feu pour ne pas avoir à épouser le souverain des lieux, Hiarbas.
Dans la mythologie grecque et romaine, Didon est la fille de Bélos et la sœur d'Anne et du roi de Tyr, Pygmalion.
Le mythe de Didon a été repris par Virgile dans son œuvre, l'Énéide. Il a également fait l'objet de nombreuses utilisations dans les autres arts : en musique, en peinture, en sculpture, etc.

## Sources

### À l'origine: des chroniques phéniciennes?

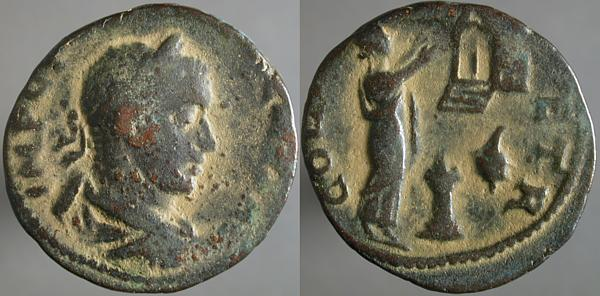
Monnaie de Tyr du règne de Gallien figurant Didon face à un temple (milieu du).

De nombreux noms figurant dans la légende de Didon sont d'origine phénicienne, ce qui permet de supposer que les premiers auteurs grecs qui mentionnent cette histoire ont repris des récits phéniciens. Selon Marie-Pierre Noël, « Elishat/Elisha ou Alashiyya est un nom attesté à maintes reprises sur des ex-voto puniques ». Il est composé de El, qui signifie « dieu » en phénicien, et -issa, qui pourrait signifier « feu » ou « femme ». Le frère de Didon, Pygmalion, correspond à Pumayyaton en phénicien. Le nom de la colline qu'obtient Didon à Carthage, Byrsa, doit signifier en phénicien « place forte » (langue sémitique : brt), mais il a été interprété en grec comme « bursa », c'est-à-dire « peau de bœuf ».

### Sources grecques
La source identifiable la plus ancienne date du IVe – IIIe siècle avant l'ère chrétienne : il s'agit d'un ouvrage en grec de Timée de Tauroménion, Histoire de la Sicile et du bassin méditerranéen. Cet ouvrage a inspiré les textes antiques ultérieurs centrés sur Didon ; cependant, il est complètement perdu.
Vient ensuite un passage d'un traité anonyme, également rédigé en grec et datant de l'époque hellénistique (IVe – Ier siècle avant l'ère chrétienne), intitulé Traité sur les femmes, ouvrage qui dessine le portrait de femmes célèbres et héroïques.

### Sources latines
La légende est reprise ensuite par des auteurs romains : Virgile, Ovide, Silius Italicus ou Trebellius Pollio et, au IIIe siècle après l'ère chrétienne, par l'historien Justin, dans l'Abrégé des histoires philippiques. Gerhard Herm (de) a renouvelé l'approche de ces différentes sources dans Die Phönizier. Das Purpurreich der Antike.

## Légende
Didon est une princesse phénicienne, première-née du roi de Tyr (dans l'actuel Liban), et sœur de Pygmalion. Son accès au trône est entravé par ce frère qui devient roi, et assassine par cupidité le mari de Didon, Sychée (appelé aussi Acherbas). Pour éviter probablement une guerre civile, Didon quitte Tyr avec une suite nombreuse, s'embarquant pour un long voyage dont l'étape principale est l'île de Chypre. Là, l'escadre embarque des jeunes filles destinées à épouser les hommes de l'expédition.

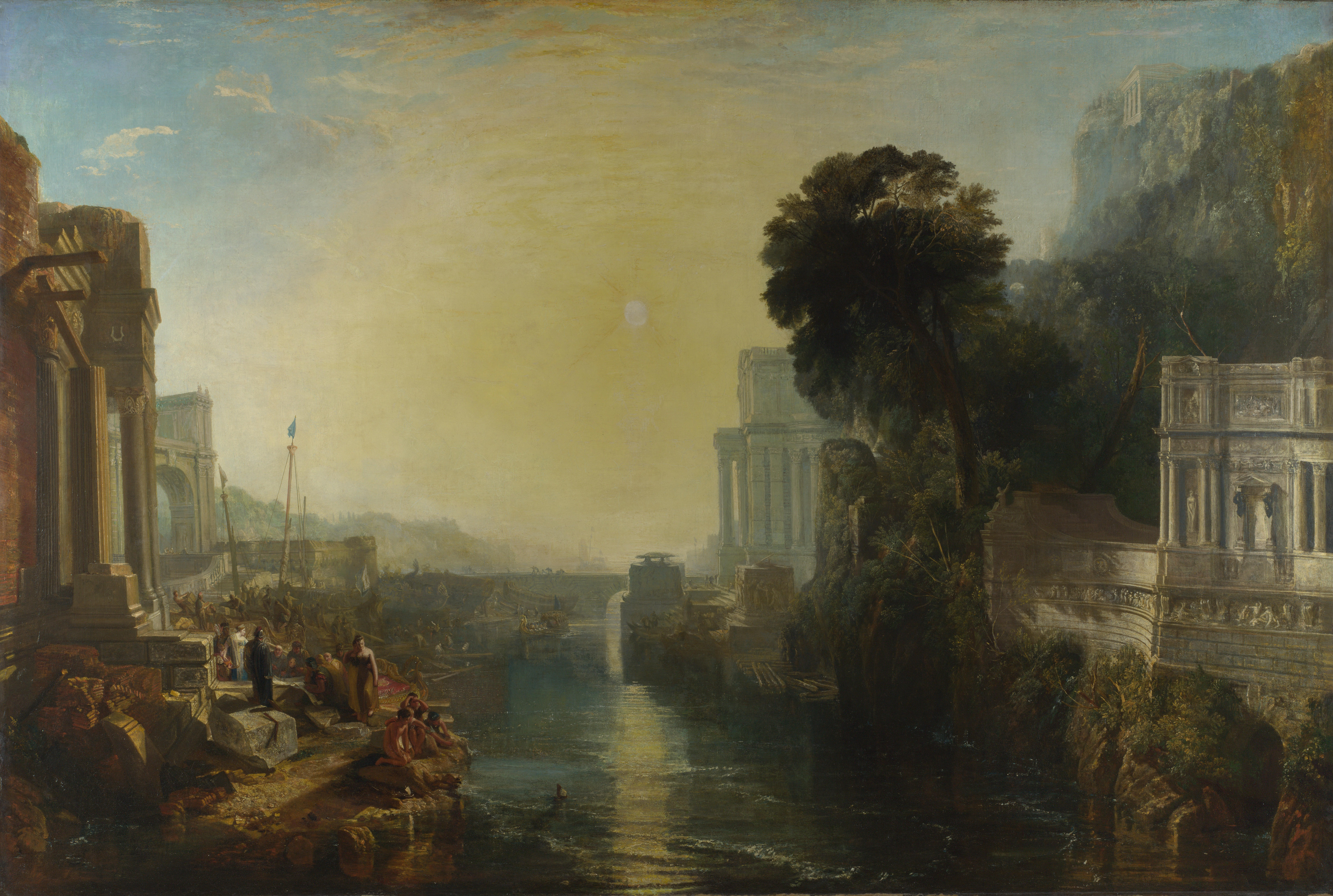
Didon construisant Carthage, par William Turner, 1815.

Débarquée sur les côtes de l'actuelle Tunisie, elle choisit un endroit où fonder une nouvelle capitale pour son peuple : Carthage. Elle obtient pacifiquement des terres pour s'y établir par un accord avec le seigneur local : « autant qu'il en pourrait tenir dans la peau d'un bœuf ». Elle choisit alors une péninsule s'avançant dans la mer et, par un procédé ingénieux, fait découper une peau de bœuf en lanières extrêmement fines, ce qui lui permet de dessiner un espace bien plus vaste que celui qui lui avait été vendu,. Le nom de Byrsa (du grec bursa) que prend la citadelle punique fait référence à la peau de l'animal.
Demandée en mariage par Hiarbas, le roi des Libyens (plus précisément, de la nation des Maxitani), elle feint d'accepter cette union et de renoncer à ses serments de fidélité à l'égard de son époux assassiné. Cependant, elle allume un bûcher et se jette dans le feu.
Selon une version tardive de Silius Italicus, soumise à une cour pressante de la part des roitelets phéniciens, elle se remarie, probablement, avec l'un de ses fidèles tyriens, qui appartenait à la famille Barca.

## Plusieurs noms: Elissa, Didon, Theiossô
Didon a trois noms :
- Elissa en phénicien ;

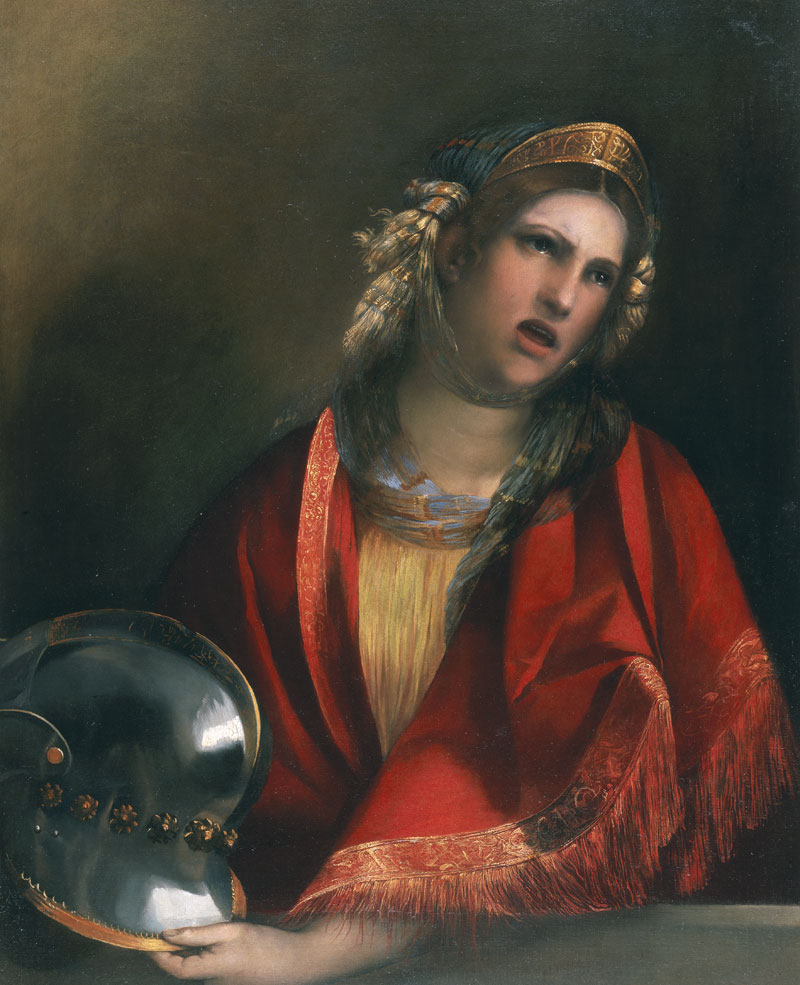
Didon par Dosso Dossi, XVIe siècle.

- Deidô, qui serait un nom libyen, que transcrit le latin Dido (devenu en français Didon)[11], et qui signifierait « l'errante »[1] ;
- Theiossô en grec, qui traduit Elissa (El, « dieu » en phénicien, devenant Theos)[1].

Servius, commentateur de Virgile, suppose que Deidô-Didon signifierait « celle qui agit virilement », la « femme courageuse ».
Elissa est divinisée par son peuple sous le nom de Tanit et considérée comme la personnification de la grande déesse Astarté (équivalent de la Junon romaine),,.

## Didon et Hiarbas
Après avoir fondé Carthage, Didon reçut la proposition de mariage du roi des Libyens, Hiarbas, mais « elle s'y opposa puis, sous la contrainte conjuguée de ses concitoyens, elle prétendit qu'elle devait accomplir une cérémonie rituelle pour la dégager de ses serments, prépara un bûcher immense près de son palais et, l'ayant allumé, se précipita de sa maison dans le feu ». Cette légende très ancienne a été reprise dans un traité anonyme rédigé en grec et datant de l'époque hellénistique (IVe – Ier siècle avant l'ère chrétienne), intitulé Traité sur les femmes.

Elle a été reprise également dans l'Énéide de Virgile, où Didon dédaigne Hiarbas, roi d'un peuple de Libye. Le poète romain ajoute que la fondatrice de Carthage préfère Énée, imaginant ainsi la nouvelle figure d'une Didon amante passionnée : 
« Tu as dédaigné Iarbas et les autres chefs d'armées, que nourrit la terre d'Afrique, riche en triomphes. »
— Virgile, Énéide, IV, 36 [lire en ligne]
Hiarbas ou Iarbas est le fils de Jupiter et d'une nymphe du pays des Garamantes, peuplade de Libye : 
« Ce fils d'Hammon et d'une nymphe enlevée au pays des Garamantes. »
— Virgile, Énéide, IV, 198 [lire en ligne]
La légende de Didon et Hiarbas a alimenté toute une littérature chrétienne qui valorise « la chaste Didon », cette héroïne qui se suicide plutôt que de s'unir au roi des Libyens et de trahir son devoir de fidélité conjugale. Didon est l'épouse exemplaire sous la plume d'auteurs comme Tertullien et Jérôme .
À la Renaissance, des auteurs continuent à privilégier la légende de Didon et Hiarbas, en excluant le personnage d'Énée ; dans l'ouvrage de Boccace sur les Femmes illustres (XIVe siècle), Didon, s'adressant à la foule, déclare : « Comme vous le voulez, citoyens, je vais rejoindre mon époux », puis, à la surprise générale, se poignarde (« l'époux » qu'elle rejoint étant Sychée, et non pas Hiarbas). C'est le cas également de Pétrarque (XIVe siècle), qui accuse Virgile « de mentir au détriment de cette veuve exemplaire », et de Boisrobert dans sa tragédie La Vraie Didon ou la Didon chaste (XVIIe siècle).

## Didon et Énée dans lÉnéide de Virgile

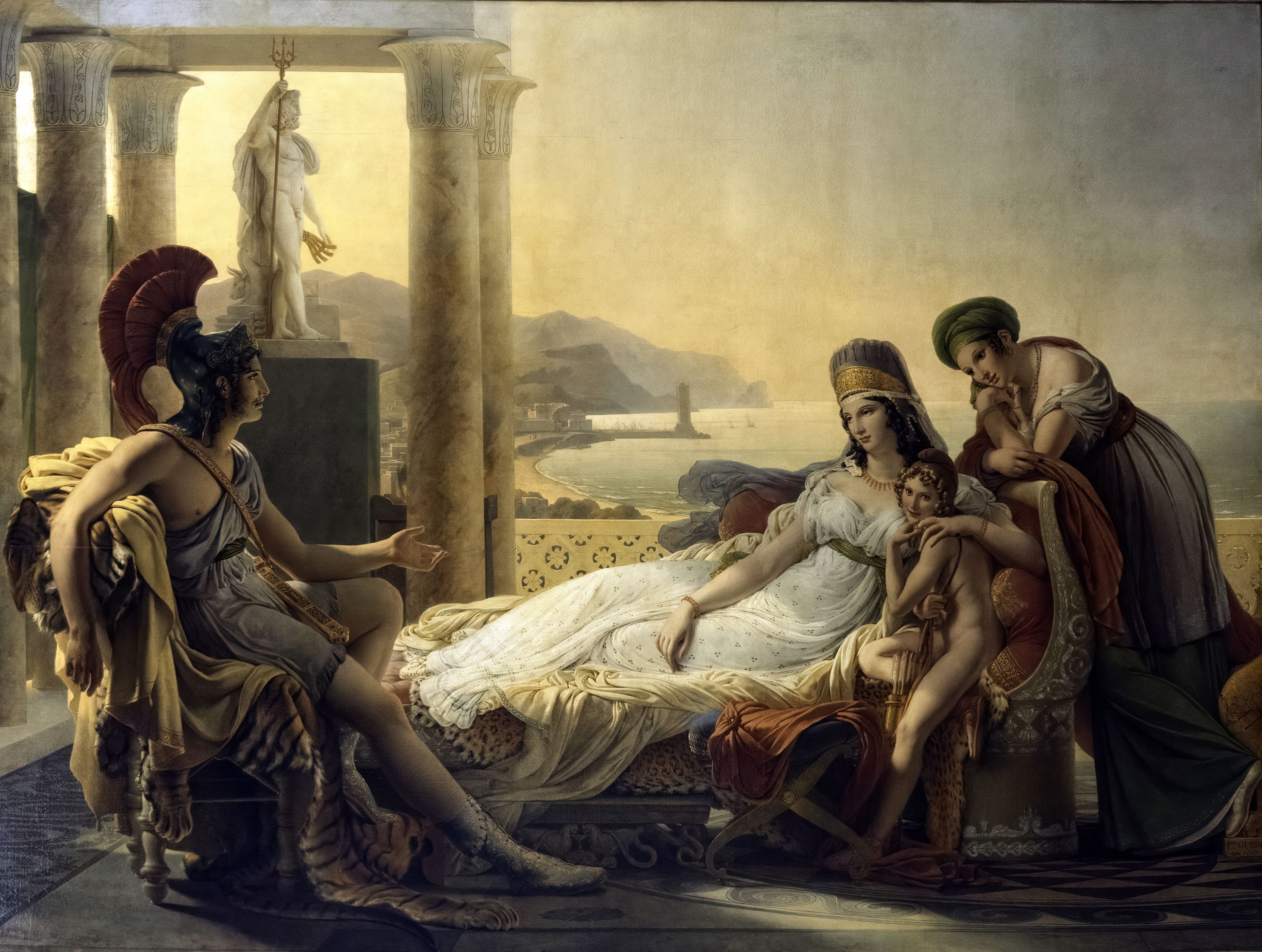
Énée décrit à Didon la chute de Troie par Pierre-Narcisse Guérin, 1815, musée des Beaux-Arts de Bordeaux.

## Didon et Énée dans l'Énéidede Virgile
Dans l'Énéide, le poète latin Virgile chante les amours de Didon et Énée.
Après le sac de Troie (ville d'Asie mineure, dans l'actuelle Turquie), Énée s'enfuit avec son père Anchise, son fils Ascagne et vingt bateaux remplis de Troyens rescapés ; les dieux de l'Olympe lui ont prédit qu'il fonderait une nouvelle cité sur le site de l'actuelle Rome (en réalité fondée par ses descendants, Romulus et Rémus). Il fait escale sur une côte d'Afrique, dans la région de l'actuelle Tunis, où il est accueilli par la reine de Carthage, Didon. Une grande passion naît alors entre eux mais elle est interrompue par les dieux de l'Olympe qui rappellent au héros troyen sa destinée.
Lorsque Énée quitte Carthage, Didon, incapable de supporter cet abandon, se donne la mort avec l'épée qu'Énée lui avait laissée. Lorsque ce dernier arrive aux Enfers, il parle à son fantôme, qui refuse de lui pardonner son départ. C'est aussi comme fantôme que Didon fait part à sa sœur, Anna Perenna, de la jalousie de Lavinia, l'épouse d'Énée.
La version choisie par Henry Purcell pour son opéra homonyme est légèrement différente. Des forces occultes (sorcières) typiquement shakespeariennes veulent la perte de Didon. Pour cela, elle produisent un fantôme qui fait croire à Énée que Jupiter l'envoie fonder Rome. Le résultat est identique à celui de l'œuvre de Virgile.

## Postérité artistique

### Littérature
- Pétrarque au XIVe siècle fait l'éloge de Didon, veuve exemplaire, dans Le Triomphe de la chasteté et dans une des Lettres de la vieillesse (Seniles) (IV,5).
- Giovanni Boccacio consacre un chapitre à Didon dans son ouvrage De mulieribus claris (Sur les femmes célèbres) publié en 1374[22].
- Christine de Pizan évoque l'histoire de Didon dans son livre La Cité des dames (1405) (Livre II, Chapitre LV).
- Hélisenne de Crenne évoque Didon dans son roman Les Angoisses douloureuses qui procèdent d'amour (1538) et réalise également une traduction des quatre premiers livres de l'Énéide de Virgile, achevant donc son travail sur le suicide de Didon.
- Étienne Jodelle, Didon se sacrifiant, 1558.
- Christopher Marlowe, Didon, reine de Carthage (en), pièce de théâtre, 1593 (traduit en français par Serge Lavoine aux éditions L'Harmattan en 2010[23]).
- Alexandre Hardy, Didon se sacrifiant, XVIIe siècle.
- Georges de Scudéry, Didon, 1636.
- François Le Métel de Boisrobert, La vraye Didon ou La Didon chaste sur Gallica, 1643.
- Louise-Geneviève de Saintonge, Didon sur Gallica, 1693.
- Jean-Jacques Lefranc de Pompignan, Didon sur Gallica, 1734.
- Henry Fielding, romancier anglais du XVIIIe siècle, fait un parallèle dans Amelia entre les amours illicites de William Booth et Miss Matthiews dans la prison de Newgate à ceux d'Énée et de Didon à Carthage (1752).
- Nicolas Joseph Florent Gilbert, Didon à Énée[24], héroïde, 1771.
- Jean-François Marmontel, Didon sur Gallica, 1783.
- Lucie Delarue-Mardrus, La Prêtresse de Tanit, pièce de théâtre, 1907, rééd. en 1993 aux éd. A l'écart.
- Jacques J. Tabet, Hélissa : princesse tyrienne, fondatrice de Carthage ou Tyr vers la fin du IXe siècle av. J.-C., Paris, Librairie Alphonse Lemerre, 1921, réimpression Samir C. Abdou, Beyrouth, 1974.
- David Lockie, L'amour d'une reine, Balland, 1982, 321 p.
- Fawzi Mellah, Élissa, la reine vagabonde, Paris, Éditions du Seuil, 1988.
- Gilles Massardier, Les Brûlures de Didon, Paris, Nathan, 2005, 126 p. (ISBN 978-2-09-250646-2).
- Giuseppe Ungaretti, auteur d'un poème de 19 fragments, Cori descrittivi di stati d'animo di Didone (Chœurs décrivant des états d'âme de Didon), « composé comme une tragédie sans événement dramatique »[25].

#### Didon et Ascagne
L'histoire virgilienne d'Énée et Didon a inspiré notamment le roman anglais L'Amour d'une reine de David Lockie, centré sur la relation amoureuse que le fils d'Énée, Ascagne, aurait entretenue avec la reine de Carthage. Prenant appui sur des textes anciens, le romancier attribue à Énée et Ascagne des origines phéniciennes qu'ils auraient en commun avec Didon. En effet, Anchise, père d'Énée, s'est uni avec Aphrodite (Vénus), mère divine d'Énée, souvent confondue avec la divinité phénicienne Astarté. Le romancier suppose une union entre Anchise et une prêtresse phénicienne d'Astarté, plutôt qu'avec la déesse elle-même. La sœur de Didon s'adresse en ces termes à Ascagne : « Ton père [Énée] est à moitié phénicien ? s'exclama Anna stupéfaite » (p. 185). « Il y a donc pour le jeune Ascagne un retour aux origines, tout comme pour Énée une régression. »

#### Didon et Hiarbas
L'histoire de Didon et Hiarbas a inspiré des romanciers modernes. L'auteur libanais d'expression française Jacques J. Tabet a écrit Hélissa, roman dans lequel Énée n'apparaît pas et qui se termine par la mort de Didon dans un bûcher pour se préserver d'un mariage devenu inévitable avec le roi Hiarbas. Deux auteurs tunisiens d'expression française ont consacré des romans à cette héroïne : Fawzi Mellah, avec Élissa, la reine vagabonde, sous la forme de lettres écrites par la Phénicienne exilée à son frère Pygmalion, et Sophie El Goulli, avec Hashtart, à la naissance de Carthage, qui centre son œuvre sur la fille adoptive de Didon, Hashtart, racontant l'histoire d'Elissa-Didon ; elle imagine que Hiarbas épouse la jeune fille, dans un mariage « mixte » qui réalise l'union des Numides et des Phéniciens.

#### Divers
Philippe Jaccottet met ces mots dans la bouche de Didon s'adressant à Énée qui l'abandonne pour fonder Rome :
« La Gloire qui te reste
Gagne à travers des miasmes
Et tu ne montres plus de toi
Que les formes infirmes

De la bassesse

Si à tes aigres cris je te regarde »
— Philippe Jaccottet, D'une lyre à cinq cordes (anthologie poétique).

### Peinture
- À Pompéi (Maison de Méléagre, atrium), une fresque représente Didon assise sur son trône, avec à ses côtés sa sœur Anna et une servante tenant une ombrelle ; à droite, avec des défenses d'éléphant sur le front, la personnification de l'Afrique ; en arrière-plan, le navire d'Énée[33], 45 - 79 apr. J.-C., 108 × 128 cm, conservée à Naples, Museo Archeologico Nazionale.
- Didon d'Andrea Mantegna (vers 1495-1500), grisaille, tempera sur toile de lin, 65 × 31 cm, musée des beaux-arts de Montréal.
- Le Banquet de Didon de Véronèse, (1525-1549), Huile sur toile, 27,5 x 87 cm, Vérone, Fondazione Cariverona.
- Didon abandonnée d'Andrea Sacchi (vers 1630-1635), huile sur toile, 134 ｘ 148 cm, musée des Beaux-Arts de Caen.
- La mort de Didon de Pierre Paul Rubens (vers 1635-1638), huile sur toile, 183 ｘ 117 cm, musée du Louvre.
- Didon et Énée surpris par l'orage de Rubens (ou de Jan van den Hoecke ?), vers 1635, 214 x 294 cm, Francfort, Städelmuseum.
- La mort de Didon de Simon Vouet (vers 1642), huile sur toile, 215 × 170 cm, musée des Beaux-Arts de Dole.
- La mort de Didon de Sébastien Bourdon (vers 1642-1652), huile sur toile, 158 ｘ 136 cm, musée de l'Ermitage, Saint-Pétersbourg.
- Énée et Didon dans l'orage de Guillaume Courtois, vers 1658, Huile sur toile, 60 × 92 cm, Ariccia, Palazzo Chigi Museo del Barocco, Collection Lemme.

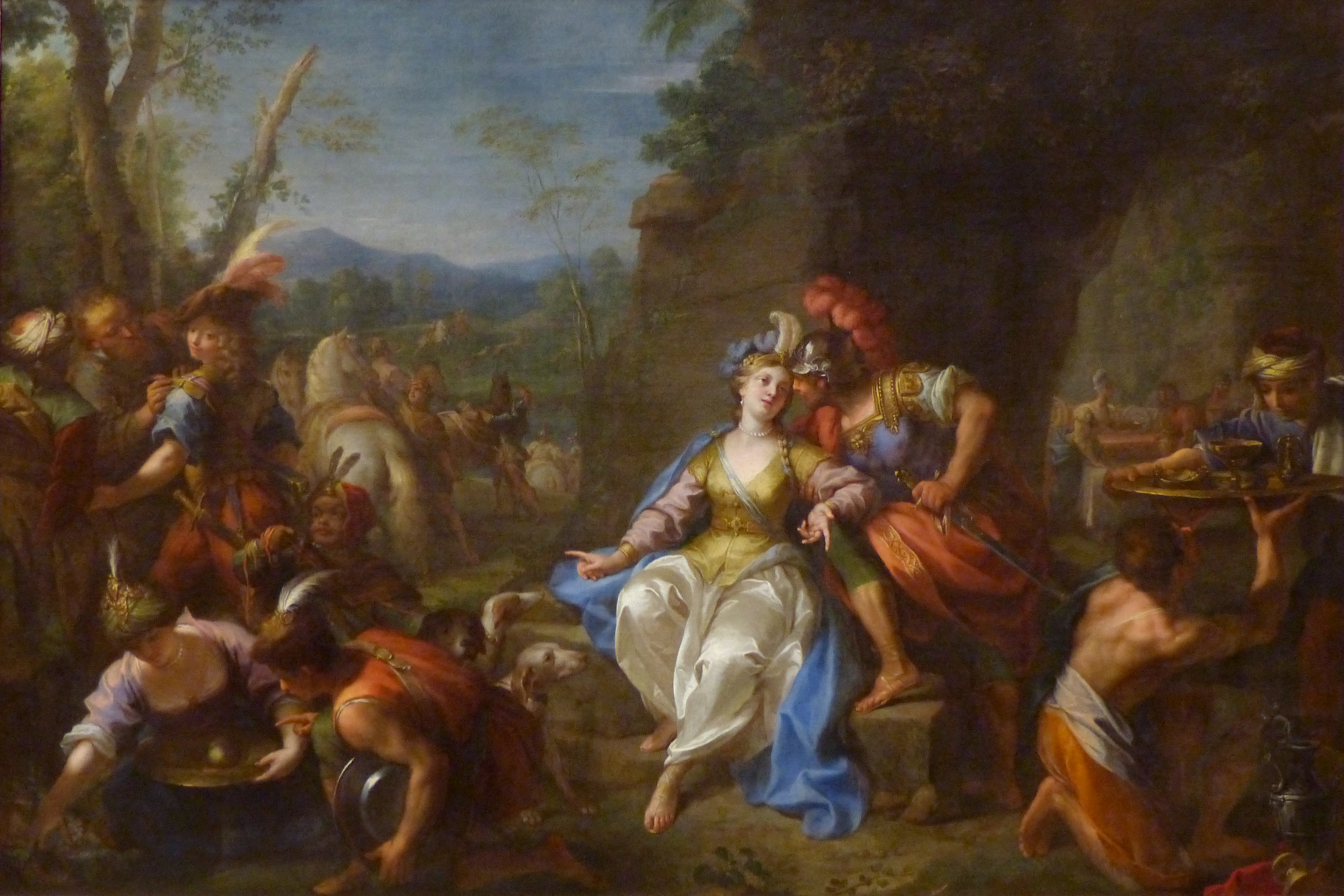
La Chasse de Didon et Énée, de Jean Raoux. Musée Fabre, Montpellier.

- Vue de Carthage avec Énée et Didon de Claude Gellée dit le Lorrain (1676), huile sur toile, 120 x 149,2 cm, Hambourg.La Chasse de Didon et Énée, de Jean Raoux. Musée Fabre, Montpellier.
- La Chasse de Didon et Énée de Jean Raoux (vers 1720-1730)[34], huile sur toile, 125 x 183 cm, Musée Fabre, Montpellier.
- La mort de Didon de Heinrich Friedrich Füger (1792).
- Le rêve de Didon : l'ombre de Sychée, Giovanni Gioseffo dal Sole, huile sur toile, 124,5 x 125 cm., 1697, Vienne, Kunsthistorisches Museum.
- Didon et Énée de Joseph Mallord William Turner (1814), huile sur toile, 146 x 137 cm, Londres[35].
- Didon construisant Carthage ou l'Ascension de l'Empire carthaginois de William Turner (1815), Tate Britain de Londres.
- Énée et Didon, dit Énée racontant à Didon les malheurs de la ville de Troie de Pierre-Narcisse Guérin (1815), esquisse et peinture, musée du Louvre.

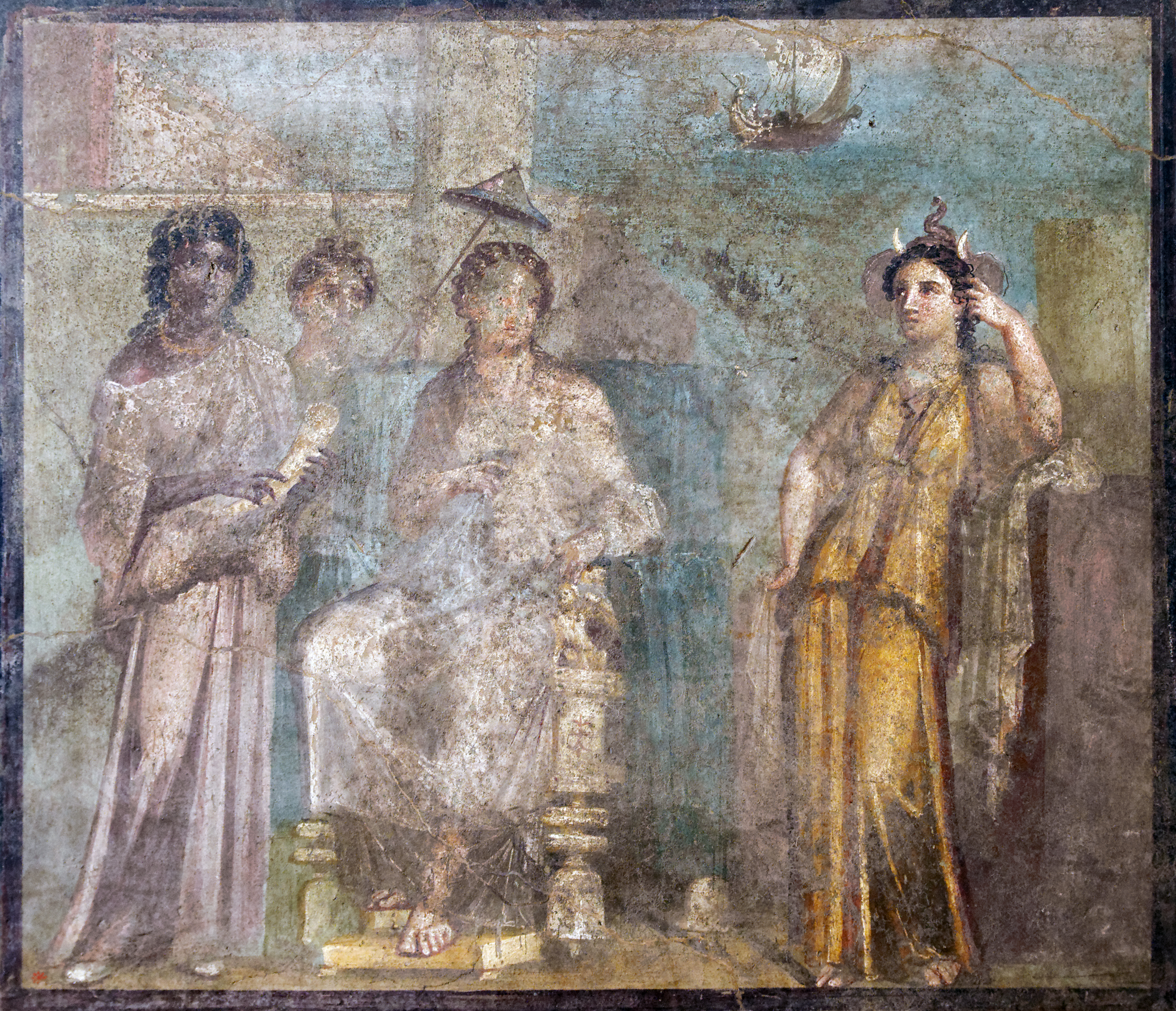
Fresque de Pompéi Didon sur son trône, sa sœur Anna et un personnage représentant l'Afrique.
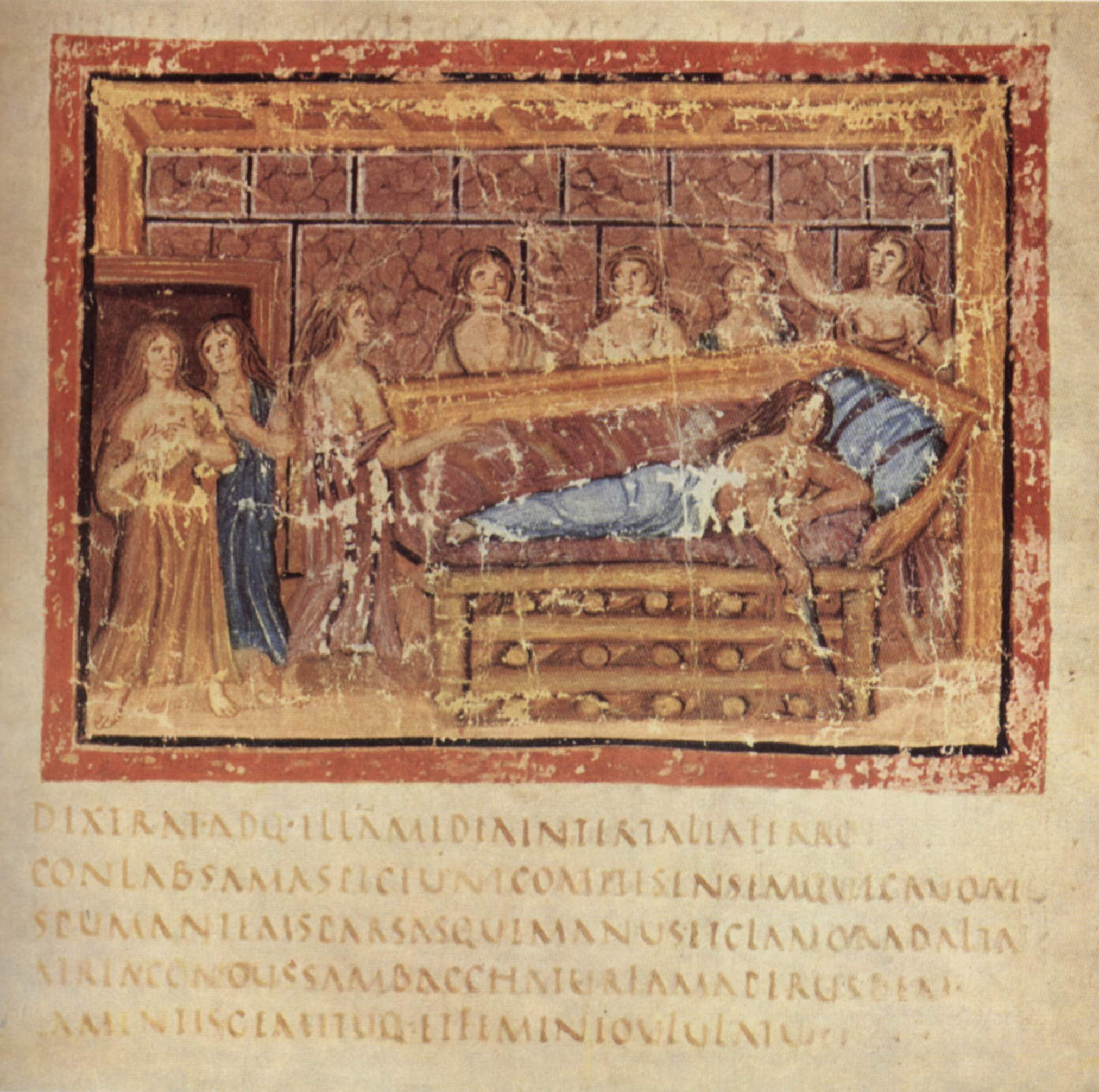
Mort de Didon manuscrit illustré de l’Énéide Vergilius Vaticanus, vers 400 conservé à la Bibliothèque apostolique vaticane.
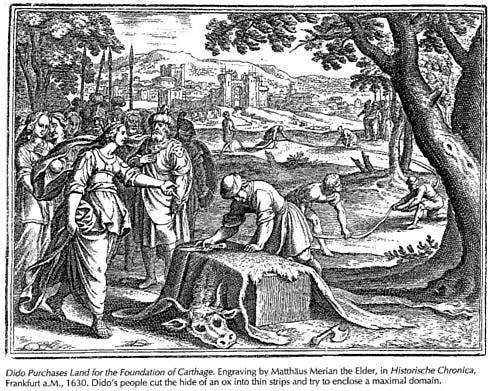
Didon achète sa terre pour la fondation de Carthage Matthäus Merian, 1630.
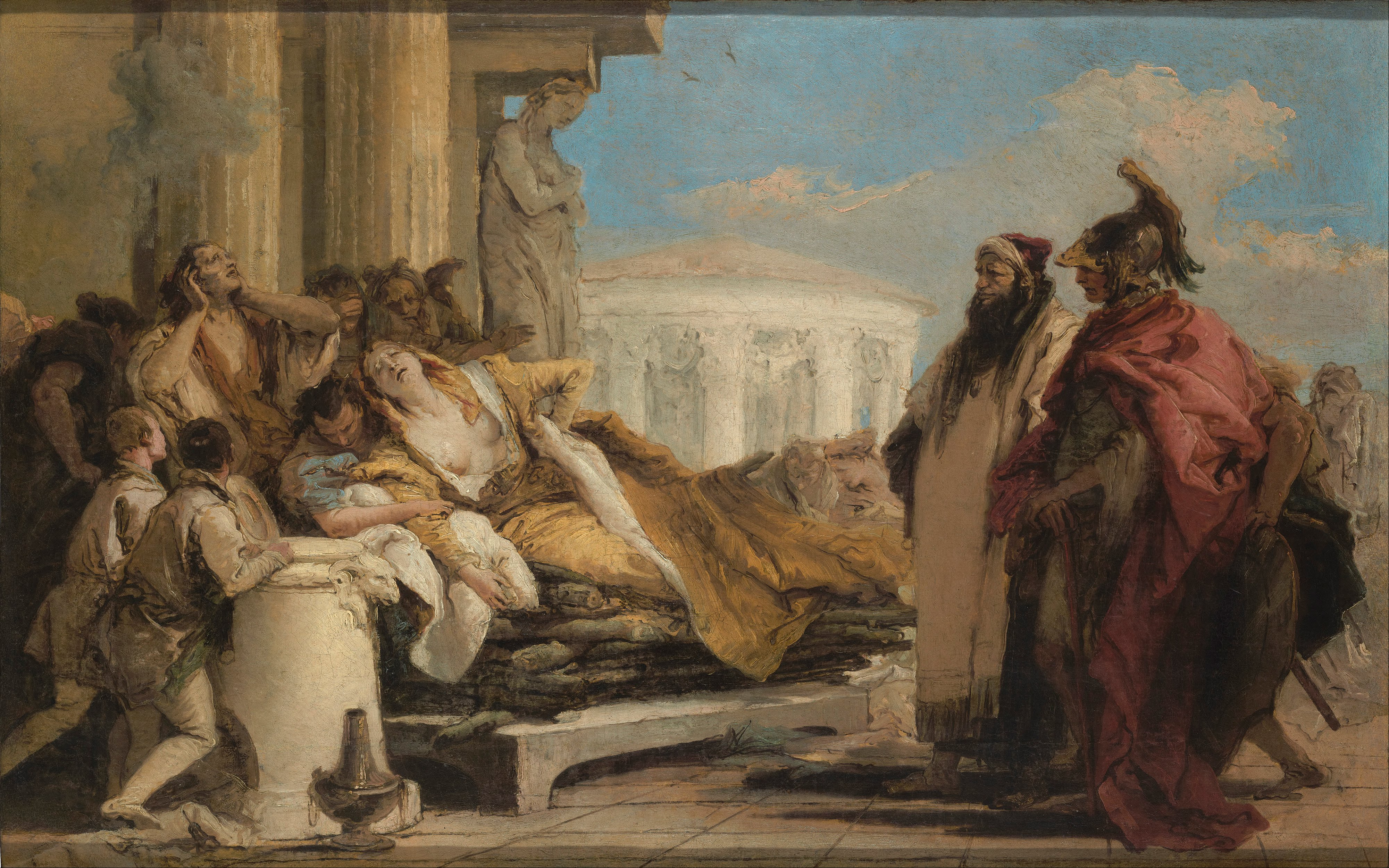
Mort de Didon, 1757-1770 Giambattista Tiepolo Musée des Beaux-Arts Pouchkine, Moscou[36].
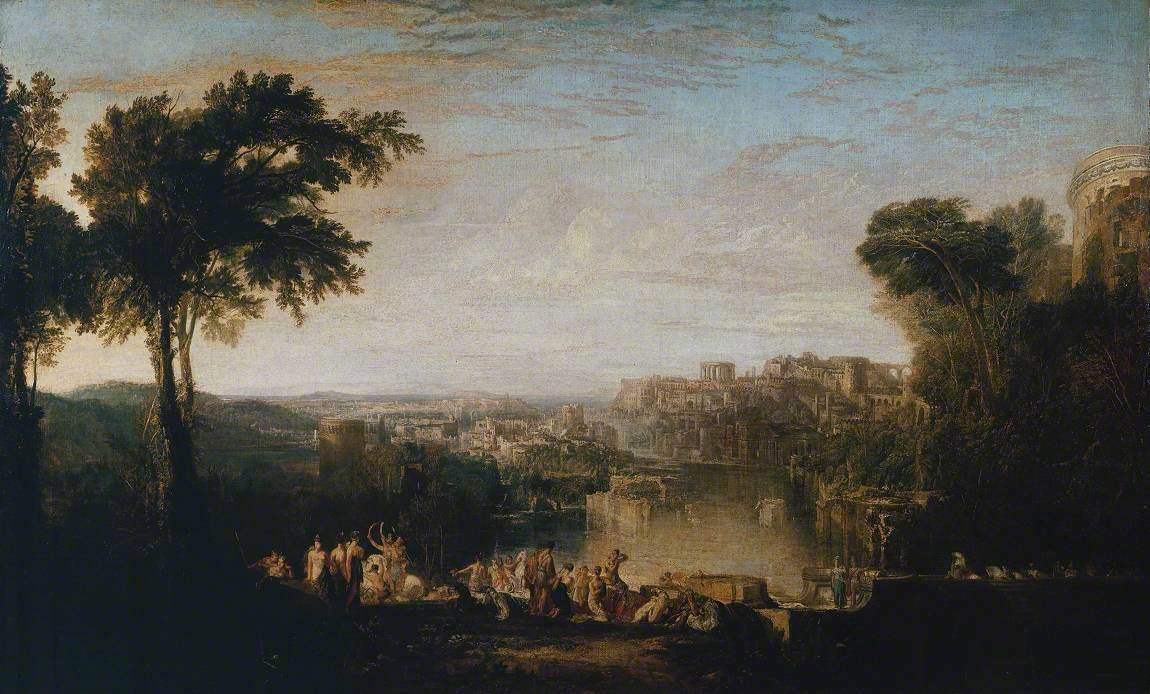
Didon et Enée William Turner, 1814 Tate Britain, Londres.

### Opéra, musique
- Didone abbandonata, l'un des livrets les plus célèbres de Pietro Metastasio, fut mis en musique par plus de 50 compositeurs parmi lesquels Domenico Sarro (1724), Nicola Porpora (1725), Leonardo Vinci (1726), Baldassare Galuppi (1740), Johann Adolph Hasse (1742), Niccolò Jommelli (1747), Tommaso Traetta (1757), Giuseppe Sarti (1762), Giacomo Insanguine (1770), Bernardo Ottani (1779) et Saverio Mercadante (1823).
- 1641 : La Didone de Francesco Cavalli. Cet opéra s'achève sur un dénouement heureux, le mariage de Didon et de Hiarbas.
- 1656 : La Didone de Andrea Mattioli.
- 1689 : Dido and Æneas de Henry Purcell.
- 1693 : Didon, tragédie lyrique de Louise-Geneviève de Saintonge sur une musique de Henry Desmarest.
- 1700 ? : La Mort de Didon, cantate de Michel Pignolet de Montéclair.
- 1707 : Dido, Königin von Carthago de Christoph Graupner.
- 1720 ? : Énée & Didon, cantate à 2 voix avec basse de viole et clavecin d'André Campra.
- 1723 : Didon, cantate à voix seule et symphonie de François Colin de Blamont.
- 1724 : Didone abbandonata, Dramma per musica de Domenico Sarro, livret de Pietro Metastasio (1er février 1724, Teatro San Bartolomeo, Naples).
- 1751 : Didone abbandonata, Dramma per musica de Ignazio Fiorillo .
- 1783 : Didon, tragédie lyrique, livret de Jean-François Marmontel, de Niccolò Piccinni.
- 1794 : Didon abandonnée, opéra de Giovanni Paisiello.
- 1860 : Les Troyens de Hector Berlioz.

### Cinéma
- Lina Mangiacapre, Didone non è morta (Didon n'est pas morte), 1987[37].
- Luigi Maggi, Didon abandonnée, 1910[38].

### Télévision
- L'épisode 38 de La Petite Olympe et les Dieux (Didon et la peau de boeuf) est consacré au mythe de Didon.

### Art contemporain
- Didon figure parmi les 1 038 femmes référencées dans l'œuvre d'art contemporain The Dinner Party (1979) de Judy Chicago ; son nom y est associé à Hatchepsout[39].

### Jeux vidéo
- Elle apparaît dans l'extension Gods and Kings du jeu Civilization V en tant que dirigeante de l'empire carthaginois, ainsi que dans Civilization VI: Gathering Storm où elle dirige les Phéniciens.
- L'un des trois bateaux de Resident Evil: Revelations porte son nom.

### Billet de banque
- Didon figure sur l'avers du billet de dix dinars tunisiens émis le 7 novembre 2005.

### Sources
- Hygin, Fables [détail des éditions] [(la) lire en ligne] (CCXLIII).
- Justin, Abrégé des Histoires philippiques de Trogue Pompée [détail des éditions] [lire en ligne] (XVIII, 3-6).
- Ovide, Fastes [détail des éditions] [lire en ligne] (III, 543 et suiv.), Héroïdes [détail des éditions] [lire en ligne] (VII), Métamorphoses [détail des éditions] [lire en ligne] (XIV, 79 et suiv.).
- Timée de Tauroménion (fr. 23 Müller [lire en ligne]).
- Virgile, Énéide [détail des éditions] [lire en ligne] (passim).